# Équipe de Bretagne de football (BFA)
Pour les articles homonymes, voir BFA.
Ne pas confondre avec Équipe de Bretagne de football, sélection régionale mise en place par la Ligue de Bretagne, et donc sous l'égide directe de la FFF.
Maillots
L'équipe de Bretagne de football est une sélection de footballeurs natifs ou originaires de la province historique de Bretagne, professionnels ou semi-professionnels.
Cette sélection n'a aucun caractère officiel et n'est pas une équipe nationale. Elle est placée sous l'égide de Bretagne Football Association (BFA), évoluant conformément aux règlements d'application des statuts de la FIFA et de la FFF.
BFA entend promouvoir l'organisation de matches internationaux, de tournois quadrangulaires en Bretagne, dont un Tournoi interceltique (Écosse, Irlande, Pays de Galles), toujours avec un objectif de bienfaisance.
Le dernier match de l'équipe de Bretagne, qui s'est déroulé contre le Mali le mardi 28 mai 2013 (match « Solidarité Mali »), s'est soldé par une victoire des Bretons 1-0. Un nouveau match amical devait se dérouler à Vannes le mardi 20 mai 2014 contre l'équipe de République centrafricaine avant d'être annulé. En 2016, Raymond Domenech reprend l'équipe en vue d'une tournée en Afrique, également annulée faute d'un nombre suffisant de joueurs volontaires.
Malgré les aléas, BFA continue ses activités. En septembre 2022, l'association annonce qu'un match international de l'équipe de Bretagne est en préparation pour juin 2023.

## Cadre
Le football dans la province historique de Bretagne est administré par la FFF, la Ligue de Bretagne de football (22, 29, 35, 56) et le District de Football de Loire-Atlantique (44). Il existe une équipe de la Ligue de Bretagne, distincte de l'équipe de Bretagne de BFA, placée sous l'égide de la Ligue de Bretagne de football et composée de joueurs amateurs et non nécessairement bretons. BFA, quant à elle, regroupe des footballeurs et entraîneurs bretons pour des rencontres de bienfaisance.
Les matches de l'équipe de Bretagne ne sont pas officiels. Ils sont organisés par un club professionnel hôte affilié à la FFF et/ou par la Ligue de Bretagne ou la Ligue Atlantique, dans les cadres des règlements généraux de la FFF et du règlement d'application des statuts de la FIFA. La sélection de Bretagne BFA est affiliée à la FFF sous le numéro 10057.
Ses joueurs sont aussi sélectionnés conformément aux mêmes règlements de la FFF et de la FIFA : « Des équipes mixtes composées de joueurs n’appartenant pas au même club ou à la même association ne peuvent rencontrer des clubs, des sélections représentatives de membres ou d’autres équipes similaires qu’avec le consentement du membre et de la confédération sur le territoire desquels se déroule le match. Si les joueurs appartiennent à des clubs ou à des membres de confédérations différentes, une autorisation de la FIFA est nécessaire. » (Chapitre III, Article 8, alinéa 3, p. 54)

## Critères de sélection
Est sélectionnable en équipe de Bretagne tout joueur :
1. né dans les départements 22, 29, 35, 44 et 56 ; ou
2. d'ascendance parentale provenant de ces mêmes départements ; ou
3. d'ascendance grand-parentale provenant de ces mêmes départements ; ou
4. s'étant installé dans l'un de ces mêmes départements avant l'âge de trois ans.

Remarques :
- Les trois premiers de ces critères sont empruntés aux Conditions d'admissibilité en sélection d'un joueur britannique.
- Ils sont aussi utilisés par la Ligue guadeloupéenne de football et la Ligue de football de la Martinique (ligues régionales affiliées à la Fédération Française de Football) lors de leurs compétitions en zone CONCACAF.
- Enfin, le lieu de résidence ou le statut du joueur n'interviennent pas dans ce mode de sélection. Ces deux critères sont par contre exclusivement utilisés pour les sélections des ligues régionales métropolitaines de la Fédération Française de football, notamment pour la Coupe UEFA des Régions.

## Le maillot
Le maillot utilisé est de couleur noire (ou blanche), portant sur le cœur un logo avec une hermine noire stylisée sur fond blanc représentant un ballon lui-même stylisé. Dans ce logo sont intégrées les trois lettres BFA, pour Bretagne Football Association.

## Historique

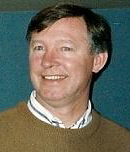
Alex Ferguson, buteur écossais face à la Bretagne en 1972.

En 1972, sous l'égide du FC Lorient, le comité d'organisation du Festival interceltique de Lorient, emmené par Pierre Guergadic, tente de mettre sur pied une sélection composée de joueurs de naissance ou d'ascendance bretonne. Un match intitulé Bretagne v. Écosse est alors programmé pour le mardi 1er août 1972 à Lorient. Tous les joueurs contactés donnent leur accord, mais les clubs professionnels français, qui préparent à ce moment-là la reprise de leur championnat respectif, empêcheront la plupart des joueurs sélectionnés (Keruzoré, Guillou, Blanchet, Eo, Floch, etc.) de participer à cet événement.
À défaut, une sélection composée essentiellement de joueurs du FC Lorient et renforcée de quelques joueurs du Stade rennais, du Stade quimpérois et de l'US Berné, jouera tout de même contre le club écossais du Falkirk FC emmené par Alex Ferguson. L'équipe est dirigée par Yves Boutet et le capitaine est Louis Cardiet, ancien international français. Sur la pelouse du Moustoir, Falkik l'emporte 2 buts à 1 (buts de Shirra (3') et Ferguson (10') pour Falkirk, et de René Le Gouguec (46') pour la sélection bretonne),. Le souvenir marquera néanmoins les esprits des joueurs bretons tels que Jégouzo, Cardiet, Gouëffic et Marette. En juillet/août 1973, le comité d'organisation du Festival interceltique organisera à Lorient un tournoi interceltique des clubs (Ayr, Cork, Concarneau, Lorient) puis, entre 1974 et 1983, un tournoi interceltique Juniors auquel participera une sélection de la Ligue de l'Ouest dénommée "Bretagne", amputée des juniors de la Loire-Atlantique.

### Pour un tournoi interceltique avec le parrainage de la Ligue de l'Ouest
Il faudra ensuite attendre les années 80 pour voir l'idée repartir, avec la création, le 8 mars 1982, de l'association Araok Vreizh, basée à Châteaubriant. Elle est présidée par le Dr. Michel Gaubicher, avec Fañch Gaume comme secrétaire général. Elle prône la mise en place d'une équipe de Bretagne professionnelle dans le cadre d'un tournoi de football interceltique. La Fédération galloise se montrera la plus intéressée et rencontrera Araok Vreizh, la république d'Irlande lui emboitant timidement le pas. La FFF se positionne par la voix de son président Fernand Sastre : "L'organisation d'un tournoi avec des équipes étrangères suppose bien entendu l'accord préalable des associations européennes et de la Ligue [régionale] organisatrice. L'autorisation de la Fédération ne peut être donnée qu'à partir d'un dossier comprenant ces accords et celui des clubs auxquels sont licenciés les joueurs retenus régionalement."

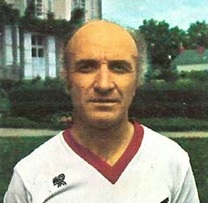
En 1985, Michel Le Milinaire est désigné sélectionneur de l'équipe de Bretagne.

Les internationaux Yannick Stopyra, Pierrick Hiard et Patrick Delamontagne expriment leur enthousiasme alors que Claude Le Roy, nouveau sélectionneur du Cameroun, qualifie l'idée de "géniale". Néanmoins, ne voulant pas sélectionner les joueurs directement, Araok Vreizh ne confiera pas au FC Lorient l'organisation d'un match prévu face à l'Islande, le mardi 30 avril 1985 (deux jours avant un match Bulgarie v. France), alors que la Ligue de l'Ouest s'était déclarée disposée à parrainer les matches de l'équipe de Bretagne. Araok Vreizh, souhaitant toujours que ce soient la FFF et la Ligue de l'Ouest qui organisent mais aussi sélectionnent directement, ce que n'ont pas vocation à faire ces deux entités, la sélection de Michel Le Milinaire restera à nouveau à quai alors que la Suisse avait accepté, le 10 septembre 1985, le principe d'une rencontre avec l'équipe de Bretagne. 
Araok Vreizh va conduire des démarches entre 1985 et 1987 pour créer un tournoi interceltique. Le 9 septembre 1985, la veille du match éliminatoire de coupe du monde Pays de Galles v. Écosse, Fañch Gaume va sonder la FA of Wales et la Scottish FA à ce sujet. Des conversations informelles seront suivies d'échanges de correspondance et d'autres entretiens auront lieu lors de matches internationaux. Alors que le Pays de Galles montra un intérêt certain, l'offre ne fut pas acceptée par l'Écosse. Les lettres de la Scottish FA indiquant son refus indiquaient comme raison la difficulté de trouver des dates adéquates mais le rédacteur en chef des sports du "Glasgow Herald" Jim Reynolds présenta les raisons les plus probables : "Cela ne fait que deux ans que l'Angleterre et l'Écosse ont mis fin au Championnat Britannique en arrêtant de jouer contre l'Irlande du nord et le Pays de Galles. Les chances d'un tournoi interceltique impliquant l'Écosse sont donc à écarter."

### Le renouveau en salle contre les États-Unis
De facto, Bretagne Football Association (BFA) prend officieusement la relève sous la houlette de Fañch Gaume. Seul un club affilié à la FFF pouvant organiser un match, l'AS Brestoise, relève le défi, sous la conduite de Jacques Jousseaume, dirigeant et joueur. Les Brestois obtiennent l'autorisation de la FFF, après de multiples formalités, d'organiser la rencontre en salle Bretagne v États-Unis, le vendredi 30 décembre 1988 au Palais des Sports de la Ville de Brest. Du même coup, il met sur pied la première véritable équipe de Bretagne professionnelle de l'histoire.
Le 4 juillet 1988, lors du congrès de la FIFA à Zurich, les États-Unis avaient obtenu l'autorisation d'organiser la Coupe du monde de football de 1994. 13 joueurs américains débarquent alors en Bretagne pour préparer la 1re Coupe du monde de Futsal. Sont là les futurs Mondialistes de 1990, Mike Windischmann (capitaine en 1990), Steve Trittschuh, Tab Ramos, Peter Vermes, Eric Eichmann, Bruce Murray et David Vanole, déjà titulaires à part entière en équipe nationale lorsqu'ils débarquent en Bretagne. Entre septembre 1988 et avril 1989, ils n'ont pas de matches internationaux, sauf ceux disputés en salle, mais préparent la dernière phase des éliminatoires du Mondiale 90 et le Costa Rica v. États-Unis du 16 avril 1989.

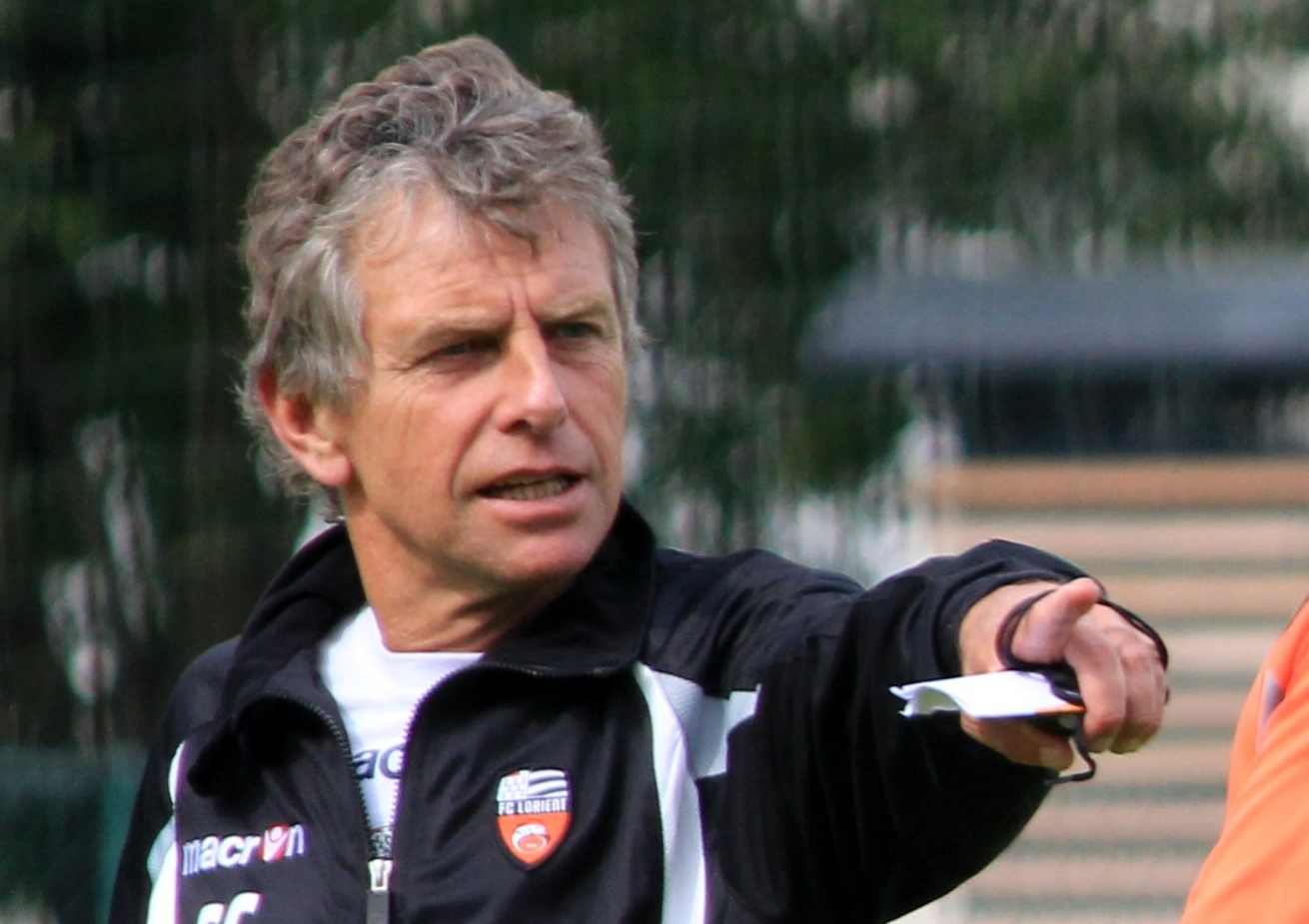
Christian Gourcuff porte le maillot de l'équipe de Bretagne en 1988.

Côté breton, Jacques Jousseaume doit batailler ferme pour libérer les joueurs professionnels bretons durant la trêve hivernale. Hiard, Stopyra, Amisse, Delamontagne, Le Guen, entre autres, ne seront pas là et Yvon Le Roux se décommandera en fin de compte. Mais l'équipe sera redoutable, avec le remarquable technicien Gourcuff et le buteur Tibeuf, entourés de jeunes joueurs dont on reparlera comme Le Garrec, Colleter, Pouliquen, Salaün et Martins. Le groupe breton est le suivant : Stéphane Le Garrec, Jean-Pierre Bosser, Joël Cloarec, Patrick Colleter, Christian Gourcuff, Jean-Yves Kerjean, Pascal Laguillier, Stéphane Le Garrec, Philippe Le Guern, Corentin Martins, Pascal Mellaza, Yvon Pouliquen, Ronan Salaün, Denis Stéphan et Philippe Tibeuf. Dans une salle comble, la rencontre, disputée en deux mi-temps de 25 minutes, sera d'abord très équilibrée, avant de tourner à la démonstration avec un one-man show de Philippe Tibeuf, alors à l'AS Saint-Étienne. Les Bretons trouveront vite leurs automatismes, même en salle, et battent 6 buts à 2 les États-Unis, futurs médaillés de bronze du Mondial de Futsal 1989. Tibeuf (3 buts), Colleter (2 buts) et Cloarec sont les buteurs de l'équipe de Bretagne.
Comme plus tard avec le Cameroun, les organisateurs bretons eurent à débourser beaucoup, voire trop, pour un match international. L'événement restera pour l'heure sans lendemain, tout comme le projet d'équipe de Bretagne en salle en tournée aux États-Unis ou d'un club brestois de football en salle. La victoire de la sélection de la Ligue de Bretagne Cadets lors de l'Eurofoot U-17 de Saint-Brieuc en 1992 (néanmoins sans le moindre joueur originaire d'un club de la Loire-Atlantique mais avec le gardien Tony Heurtebis originaire de Saint-Nazaire) apportera alors une grande joie au public breton, en attendant le retour des professionnels.

### L'instauration officielle de Bretagne Football Association
Bretagne Football Association (BFA) est finalement officialisée le 18 juillet 1997, pour rassembler les footballeurs professionnels bretons et ancrer enfin l'équipe de Bretagne en gérant ses activités, sous la direction de Gérard Russo (président), Fañch Gaume (secrétaire général), Claude Le Roy (directeur technique) et Charles Biétry (président d'honneur). À la suite des recommandations et encouragements, dès mai 1997, de Aimé Ily (ex-dirigeant de la FFF), de Fernand Sastre et Michel Platini (coprésidents du Comité français d'organisation de la Coupe du monde 1998), l'équipe de Bretagne est mise en place. La Coupe du monde s'arrêtant à Nantes pour plusieurs matches (dont un quart de finale), le but est d'offrir un adversaire aux différentes équipes nationales qualifiées, sous forme de matches de préparation précédant cet événement planétaire.

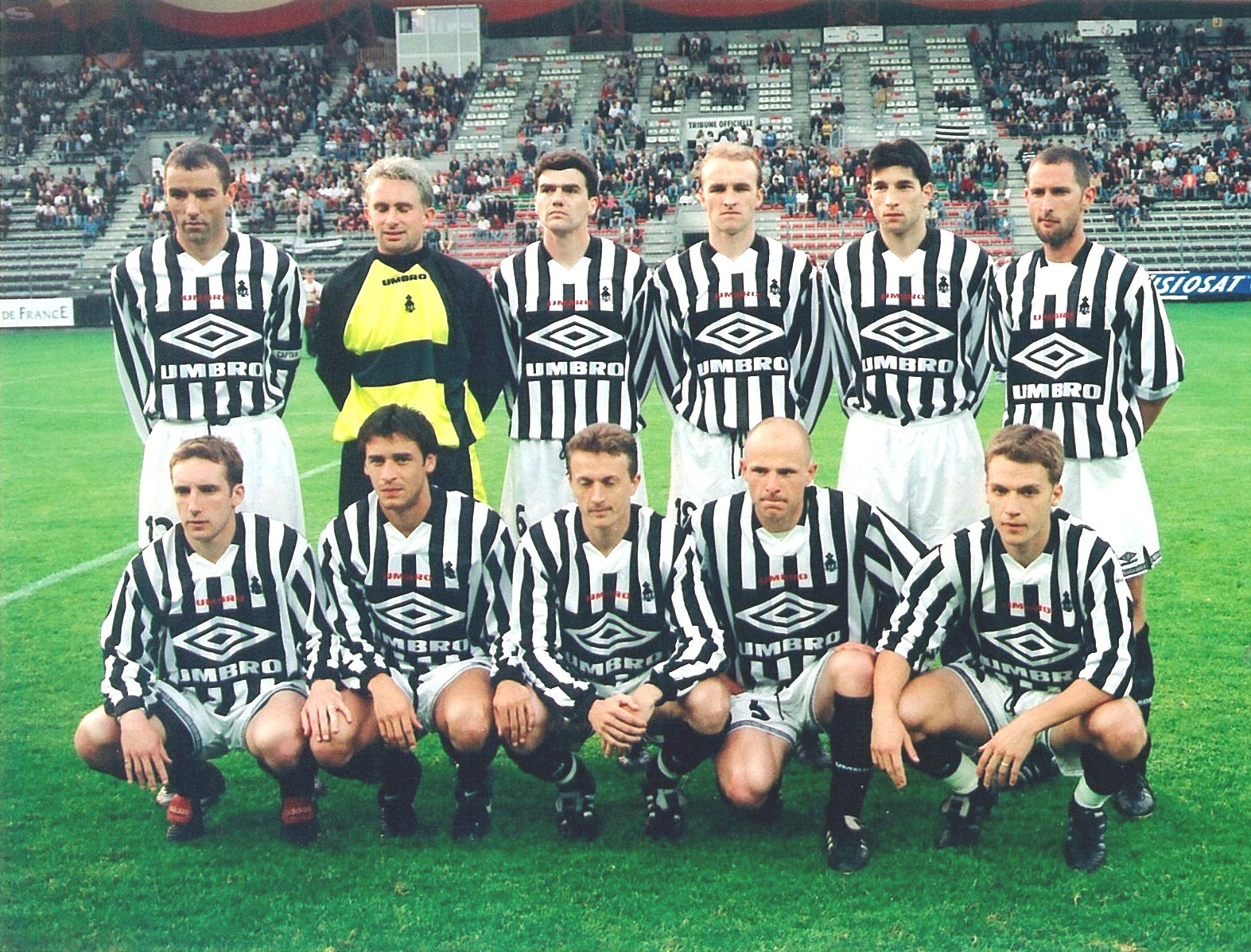
L'équipe de Bretagne contre le Cameroun en 1998.
Le Guen, Heurtebis, P.Y. David, Rouxel, Laspalles, Le Roux.
Michel, André, Viaud, Brinquin, Pédron.

« BFA souscrit une assurance complémentaire pour les joueurs, réunit un staff médical familier du football professionnel, trouve un accord avec le Stade rennais", sous l'impulsion de Gérard Lefillatre, son directeur sportif, "qui accepte d'être le club organisateur, afin de respecter les règlements de la Fédération française, qui donne donc son autorisation. Charles Biétry, en instance de départ pour le PSG, obtient même la diffusion en direct sur Canal+. Un cadeau d'adieu. Mais la Fédération française fait soudain volte-face. Dans un courrier du 12 mai, elle demande à Canal+ de renoncer à la retransmission, sous peine de "procédure". La FFF argue d'une circulaire de la FIFA interdisant la retransmission en France des matches des pays qualifiés pour le Mondial 98. Constatant qu'un France-Norvège et un France-Espagne ont déjà été diffusés sur les écrans français, BFA demande l'arbitrage de la FIFA. Revenant sur une circulaire qu'elle reconnaît mal rédigée, celle-ci donne son accord par écrit. Courrier transmis à Gérard Enault, le directeur de la FFF. » L'équipe de Bretagne foulera alors pour la première fois le gazon en rencontrant le Cameroun le jeudi 21 mai 1998 au Roazhon Park (qui s’appelait Stade de la route de Lorient) à Rennes, en direct et en prime time sur Canal+. Là encore, les bretons surprennent, tenant en échec le mondialiste camerounais, 1-1, grâce à un but égalisateur du Guingampais Rouxel juste avant la pause.
Néanmoins, en coulisses, la fête sera gâchée par un imbroglio : "À la veille de l'événement, celui-ci (Gérard Enault) interdit une nouvelle fois la rencontre, justifiant cette fois son veto par le fait que la fédération camerounaise est redevable d'une dette de 250 000 francs à son homologue française, concernant un stage à Clairefontaine, en 1994. Soudainement érigée en perception, BFA se trouve pris entre deux feux. L'idée de la FFF est de se rembourser sur la recette. Mais le Cameroun exige son dû avant même la rencontre. […] Dans cette histoire, la FFF n'a jamais voulu faire directement pression sur la fédération camerounaise, entre autres, pour ne pas risquer de perdre la voix de son président pour la future élection à la tête de la FIFA de Joseph Blatter… soutenu par la France. Ce n'est d'ailleurs que grâce à la FIFA que la FFF sera remboursée bien plus tard."

### Différends avec la FFF

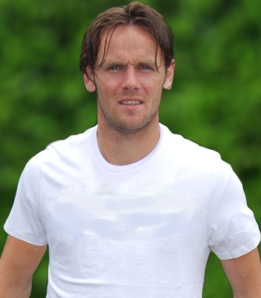
D'ascendance costarmoricaine, Steve Savidan porte le maillot de l'équipe de Bretagne en 2000.

L'équipe de Bretagne remporta ensuite le Tournoi Indoor de Nantes (organisé par le FC Nantes sous l'égide de la FFF), le 2 janvier 2000, Lionel Rouxel, Nicolas Laspalles et Éric Loussouarn étant élus meilleurs joueurs de la compétition. Mais « en mars 2001, elle ne pourra finalement pas jouer contre Cuba. A trois jours du match, après un accord donné au club organisateur (Notre Dame des Champs d'Angers) [par la Ligue Atlantique], la FFF, sur l'avis de... Gérard Enault, signifie à BFA le refus du conseil fédéral puisque "la FFF est la seule habilitée à organiser des matches internationaux". Après un nouvel échange de courrier et l'intervention de Patrick Le Lay, le PDG de TF1 et TV Breizh qui doit retransmettre le match, le même conseil fédéral donne son accord... la veille du match ! Mais comme entretemps les clubs des joueurs sélectionnés ont été informés de l'annulation de la rencontre, celle-ci devient de fait impossible à jouer. C'est le Stade rennais qui affronte finalement Cuba. » 
« […] Parti de la FFF en début d'année 2005, Gérard Enault se borne aujourd'hui à dire que son rôle était de "rappeler que l'organisation des rencontres internationales ne relève que de la Fédération et que toute retransmission doit recevoir une autorisation de sa part." Pourtant, même s'il affirme que la Fédération n'était pas contre le match, plus on rentre dans les détails de l'histoire, plus les raisons des refus successifs paraissent sombres. La dette du Cameroun ? "Normal qu'on demande à BFA le remboursement d'une dette qui était très importante. La fédération camerounaise nous avait dit qu'elle faisait ce match pour la rembourser"" explique Gérard Enault dont la dernière affirmation est étonnante pour le directeur général d'une fédération souveraine (la France) traitant avec une autre fédération souveraine (le Cameroun) mais voulant absolument passer par un tiers (BFA) pour récupérer une dette ne concernant absolument pas ce dernier… Aucun contrat de préemption au sujet de cette dette n'avait d'autre part été signé entre Bretons et Camerounais. "Cuba ? "C'était un problème d'organisateur. On s'est borné à signaler que les conditions d'application de la réglementation n'étaient pas remplies. […] » 
Le magazine Bretons poursuit avec la description de cette affaire. « Légèreté des organisateurs ? Zèle d'un fonctionnaire furieux d'avoir été contredit par la FIFA en 1998 ? Fantasme, surtout, dès l'origine, de la part de la FFF de voir un événement sportif servir de plate-forme politico-identitaire à l'image de ce que fait la Catalogne. Ou pis, que BFA devienne une ligue de Bretagne pirate et s'affilie directement à la FIFA ! En mai 2001, Fanch Gaume et Gérard Russo tentent de pacifier le dossier et vont à la rencontre de Gérard Enault. Pour satisfaire ce dernier, toujours arc-bouté sur le règlement et qui en pleine réunion hurle que "BFA n'existe pas, la Bretagne non plus", BFA s'affilie à la ligue de Bretagne comme un club ordinaire. Celle-ci lui répond que c'est impossible puisque l'association sélectionne des joueurs" qui n'ont pas de licence avec BFA.
"[…] Têtus, les deux hommes demandent alors l'organisation d'un Bretagne-Lettonie auquel Serge Mesonès, conseiller de la ministre des Sports de l'époque et membre du conseil fédéral, apporte son soutien écrit. Dernier avatar d'une histoire ubuesque. L'affaire aurait pu se terminer en justice. Fanch Gaume et Gérard Russo disent avoir préféré préserver l'avenir. » Pour expliquer l'annulation de multiples affiches, resteront des problèmes de calendrier (république d'Irlande en 1999 à Nantes, Roumanie en 2000 à Nantes, Sénégal à Dakar en 2002) ou l'opposition de Gérard Enault (Cuba en 2001, Maroc en 2001 à Lorient, Lettonie en 2001 à Lorient, Nouvelle-Zélande en 2003).
La vérité sur les méthodes employées contre BFA finit par être fortuitement révélée lorsque BFA mandata Robert Matusiewicz (agent de matches UEFA de la Société britannique Ambition Management Ltd.) pour organiser un match Bretagne v. Nouvelle-Zélande en juin 2003, comme match de préparation à la Coupe des Confédérations 2003 en France. Afin de préparer cette dernière compétition, les dirigeants néo-zélandais furent reçus à la FFF le samedi 19 octobre 2002 par Gérard Enault. Ce dernier indiqua alors à la délégation néo-zélandaise que "BFA n’était pas du tout affiliée à la FFF, que sa direction relevait d’un certain nombre d’ « individus », qu’elle cherchait à faire sécession de la FFF [sic] et que, quelle que soit l’équipe alignée par BFA, elle ne serait pas de haut niveau. Le directeur général de la fédération néo-zélandaise indiqua qu’il lui importait que chaque match soit arbitré officiellement et il ajouta qu’il ne souhaitait pas froisser la FFF." Robert Matusiewicz expliqua finalement à BFA que "à moins que nous ne rassurions la fédération néo-zélandaise sur la solidité de l’équipe de BFA, sur l’arbitrage officiel et le fait que le match soit autorisé par la FFF, je pense donc que nous devrions abandonner cette idée [de match avec la Bretagne]".

### Naissance du Club Bretagne Football
C'est grâce à l'action des anciens joueurs bretons que BFA se développe dans les années 2000. Le Club Bretagne Football, ou CBF (la section ex-Pros +33 ans de BFA) nait le 21 avril 2007, lors d'une rencontre disputée  face à Africa Stars, une sélection d'ex-pros africains.
La vocation du CBF est de jouer des matches de bienfaisance, de gala et de jubilés mais aussi de rencontrer des sélections d'anciens internationaux d'autres pays. L'équipe de Bretagne professionnelle devrait, quant à elle, jouer à nouveau une à deux rencontres face à des sélections nationales lors de chaque fin de saison. À eux deux, équipe de Bretagne et CBF devraient donc proposer entre trois et sept rencontres par saison au passionné public breton.

### 10 ans après: Bretagne v Congo le 20 mai 2008

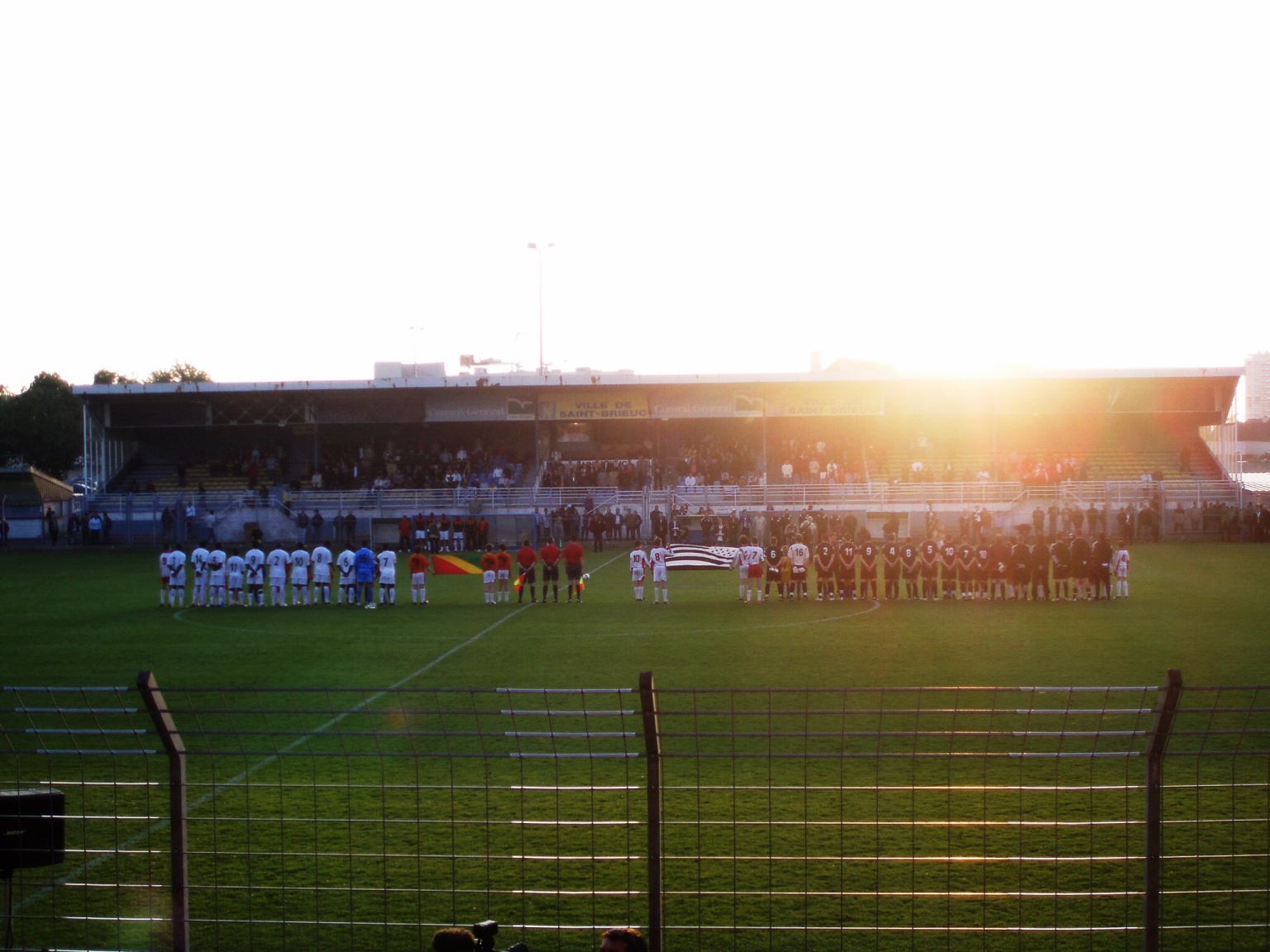
Bretagne-Congo : Les deux équipes avant le coup d'envoi.

Le 29 mars 2008, BFA annonça officiellement que l'équipe de Bretagne allait rencontrer le Congo Brazzaville le mardi 20 mai 2008 à Saint-Brieuc, marquant son grand retour après dix ans d'absence sur les terrains. Cette rencontre fut organisée par le Stade briochin, en collaboration avec BFA, l'En Avant de Guingamp et la Mairie de Saint-Brieuc. L'équipe se prépare au centre technique régional Henri-Guérin de Ploufragan. La télédiffusion fut assurée en direct par la chaîne Direct 8 (Groupe Bolloré), présente sur la TNT et Canalsat. Le Conseil Régional de Bretagne était également partenaire de l'événement.
Le coup d'envoi de la rencontre est donné par Yoann Gourcuff, qui ne peut être aligné car blessé. Plus vive et homogène que son adversaire du jour, l'équipe de Bretagne s'imposa sur le score de 3 à 1 au Stade Fred Aubert contre une valeureuse équipe congolaise et dans une superbe ambiance, assurée par le Kop Breizh. Les buts sont signés Nicolas Haquin, Yann Lachuer et Fabien Robert. C’est la première fois que la Bretagne remportait un match international après guerre (excepté la victoire en salle de 1988 face aux États-Unis).

### La Corsica Football Cup et la restructuration

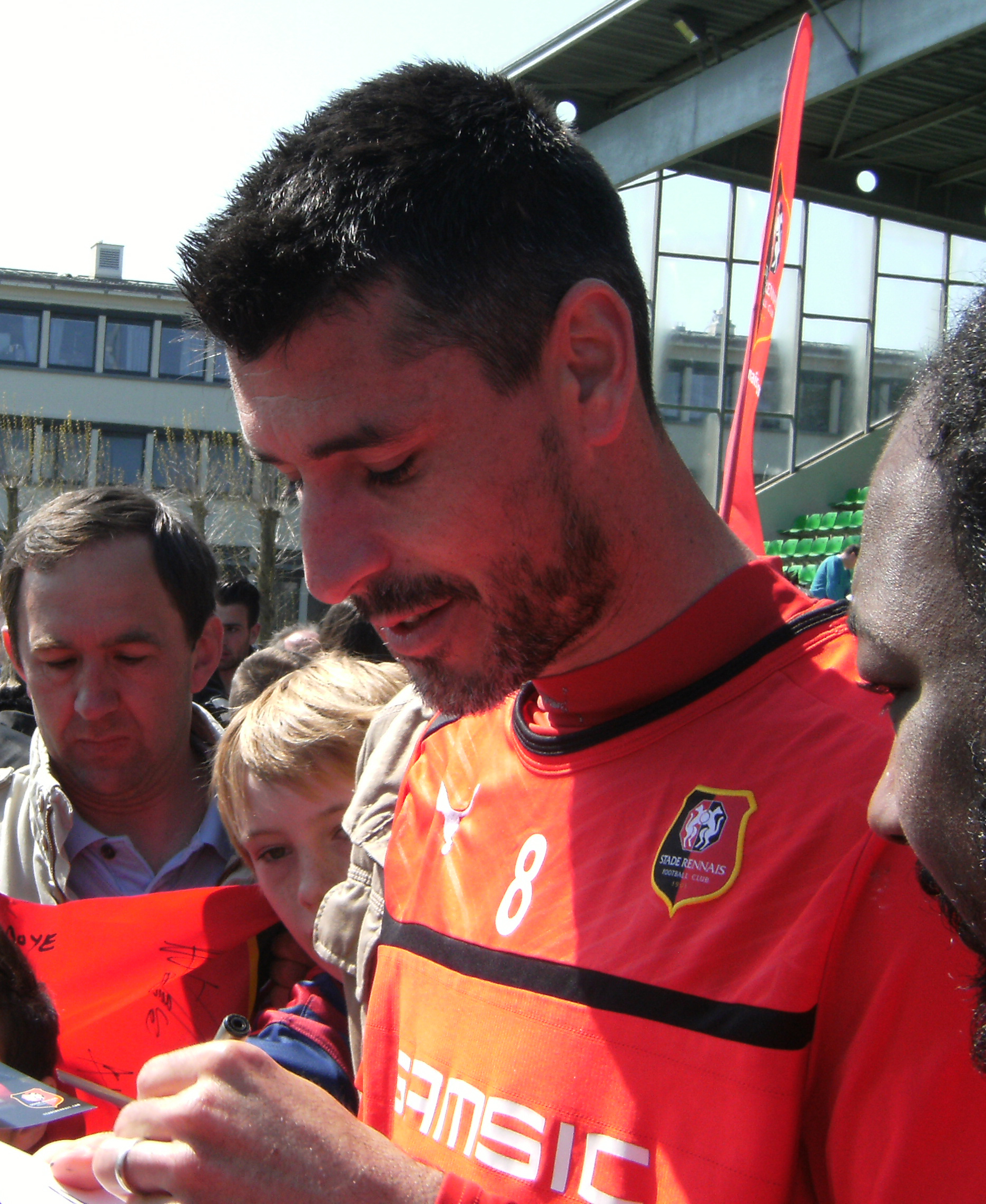
Julien Féret débute sous le maillot breton face à la Corse.

L'équipe de Bretagne participe à la Corsica Football Cup les 19 mai et 21 mai 2010. Les matches sont retransmis en direct sur France 3 Corse ViaStella. En demi-finale, la sélection bretonne, menée par son capitaine Olivier Guégan, est battue par la Corse (0-2) à Ajaccio.

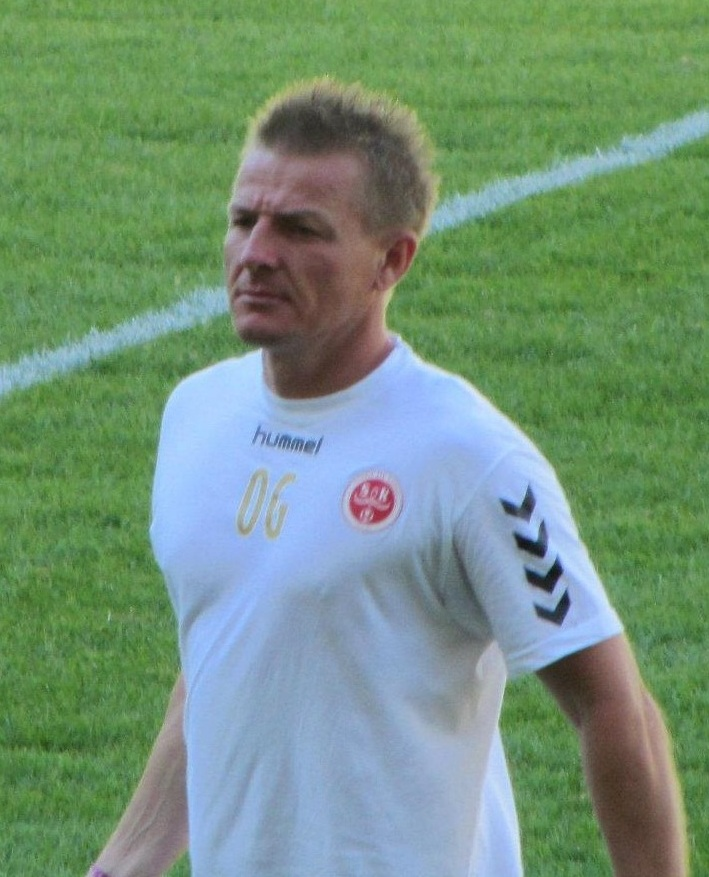
Grâce à un but de son capitaine Olivier Guégan, l'équipe de Bretagne termine troisième du tournoi corse.

Dans le match pour la troisième place, la Bretagne s'impose face au Togo (2-1) à Bastia, grâce à des buts d'Olivier Guégan et Cédric Le Hénaff. Tous les résultats sont disponibles sur la page wikipédia de l'événement. L'équipe de Bretagne termine 3e de ce tournoi qui est remporté par la sélection corse.
Le 2 juin 2011, la Bretagne a rencontré la Guinée équatoriale à Saint-Nazaire. La sélection devait initialement rencontrer le Kosovo, mais les négociations étaient trop difficiles, notamment sur le plan financier. Privée de la plupart de ses meilleurs joueurs, la Bretagne s'est inclinée 0-1. Son second match, prévu le 6 juin face au Liban à Beyrouth, a été annulé en raison des risques liés à la situation dans le bassin méditerranéen. BFA avait le projet de s'étoffer, structurellement et financièrement, pour organiser matches et tournois les années paires en Bretagne, notamment avant le Championnat d'Europe de football 2016 qui a eu lieu en France sans proposer aucune rencontre en Bretagne (Nantes ou Rennes).

En mars 2011, BFA conclut un accord de principe avec la Fédération Irlandaise pour la tenue d’un match Bretagne v. Irlande, le 26 mai 2012 à Nantes. En décembre 2011, le sélectionneur irlandais Giovanni Trapattoni décide de faire disputer à cette date un match contre la Bosnie, en préparation du match Irlande v. Croatie du 10 juin, en phase finale de l’Euro 2012, annulant de facto l’accord de principe. Par la suite, la recherche par BFA d’une sélection du même calibre que l’Irlande ne fut finalement pas fructueuse. Par conséquent, BFA a préféré annuler l’événement de mai 2012.

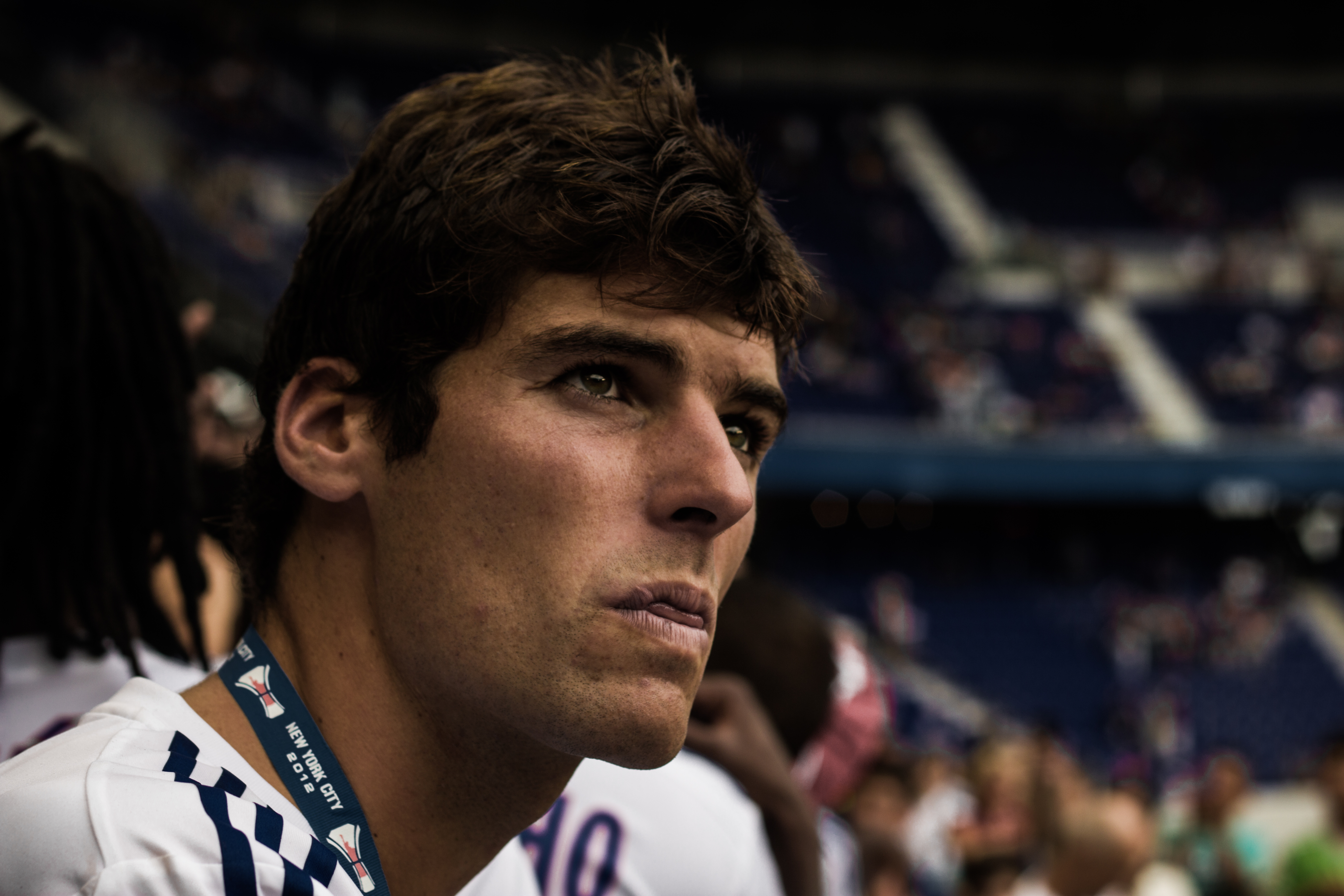
Présent dans le groupe breton alors qu'il s'apprête à rejoindre l'équipe de France pour une tournée en Amérique du Sud, Yoann Gourcuff assiste sur le banc au match face au Mali.

Le dernier match de l'équipe de Bretagne s'est déroulé contre le Mali le mardi 28 mai 2013 (match « Solidarité Mali ») sur la pelouse de Carquefou. Dirigée par Claude Le Roy et Michel Audrain, la sélection bretonne l'emporte 1-0, grâce à un but du Vannetais de naissance Yann Kermorgant. L'équipe alignée avait fière allure avec notamment Etienne Didot (Toulouse), Gaël Danic (Valenciennes), Frédéric Sammaritano (Ajaccio), Gaëtan Courtet (Reims) et Maxime Le Marchand (Le Havre). Mickaël Landreau et Yoann Gourcuff sont restés sur le banc, tout comme Romain Danzé.
Le 20 mai 2014 un match de solidarité Bretagne - Centrafrique est prévu à Vannes, mais BFA annonce le 1er mai que la rencontre est reprogrammée à une date ultérieure car les conditions générales - politico-sportives et financières - ne se prêtent pas à la tenue du match.

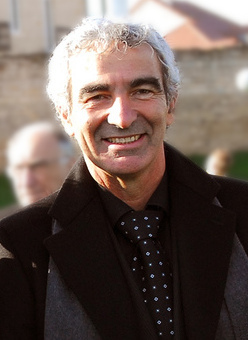
En 2016, Raymond Domenech accepte de prendre les rênes de la sélection bretonne.

En avril 2016, Raymond Domenech est nommé sélectionneur en vue d'une tournée caritative en Afrique de l'Ouest. La sélection de Bretagne doit affronter le Togo le 22 mai à Lomé, puis le Ghana le 25 mai, et enfin le Burkina Faso le 28 mai. Le 27 avril, Raymond Domenech dévoile une liste de 58 joueurs sélectionnables, dont plusieurs joueurs de renom. Le 9 mai 2016, Bretagne Football Association annonce l'annulation de la tournée, pour des raisons de disponibilité calendaires des joueurs professionnels bretons. Des différents financiers sont évoqués par l'AFP mais les dirigeants bretons et le sélectionneur se défendent :

« Le choix de la période, pendant les vacances des joueurs, la durée de la tournée, neuf jours, ont amené de très nombreux joueurs professionnels à décliner cette possible sélection. Il n'était pas raisonnable de poursuivre cette aventure avec seulement 12 joueurs volontaires »

— Raymond Domenech, Le Parisien, 10 mai 2016
En octobre 2018, un match est annoncé pour le 27 mai 2019. BFA indique que « les accords signés avec la fédération visiteuse, la ville d’accueil et le club organisateur seront communiqués officiellement durant la saison ». En avril 2019, BFA annonce que la non-qualification du Burkina-Faso pour la CAN entraîne le report du match face à la Bretagne, prévu le 27 mai 2019 à Vannes. Cette rencontre s'inscrivait dans le cadre de la préparation à la CAN 2019 du Burkina Faso.
Le 27 septembre 2022, BFA annonce qu'un match international de l'équipe de Bretagne est en préparation. Il se tiendra à l'issue de la saison de Ligue 1 en juin 2023.

## Joueurs ayant joué pour l'équipe de Bretagne
Abréviations : Fk (Falkirk FC), Cm (Cameroun), Cg (Congo), Cs (Corse), Gq (Guinée équatoriale), Ml (Mali), Oi (Ouest Indoor de Nantes), Tg (Togo), Us (États-Unis).
| - Pierre-Yves André (1998 Cm) - Olivier Baudry (1998 Cm) - Robert Bechennec (1972 Fk) - Pierre-Yves Begot (2011 Gq) - Ronan Biger (2011 Gq, 2013 Ml) - Philippe Billy (2008 Cg, 2013 Ml) - Yannick Bonnec (1972 Fk) - Jean-Pierre Bosser (1988 Us) - David Bouard (2011 Gq) - Bernard Bouger (1998 Cm) - Mathieu Bouyer (2010 Cs, Tg) - Vincent Briant (2010 Cs, Tg, 2011 Gq) - Philippe Brinquin (1998 Cm) - Mickaël Buzaré (2008 Cg, 2010 Cs, Tg) - Mickaël Caradec (2011 Gq, 2013 Ml) - Louis Cardiet (1972 Fk) - Jean-Christophe Cesto (2010 Cs, Tg, 2011 Gq) - Yves Chupin (1972 Fk) - Joël Cloarec (1988 Us) - Patrick Colleter (1988 Us) - Gaëtan Courtet (2013 Ml) - Pierre-Yves David (1998 Cm, 2000 Oi) - Gaël Danic (2013 Ml) - Fabien Debray (2011 Gq) - Étienne Didot (2013 Ml) - Thomas Deniaud (2000 Oi) - Loïc Druon (1998 Cm) - Julien Féret (2010 Cs) - Nicolas Flégeau (2013 Ml) - David Garcion (1998 Cm) - Fabrice Garin (2000 Oi, 2008 Cg) - Pierre Goaziou (2010 Cs, Tg) - Bernard Gouëffic (1972 Fk) - Christian Gourcuff (1988 Us) - Olivier Guégan (2008 Cg, 2010 Cs, Tg) - Frédéric Gueguen (1998 Cm) - Ollivier Gueguen (2011 Gq) - Laurent Guyot (2000 Oi) - Nicolas Haquin (2008 Cg) - Laurent Hervé (2000 Oi, 2008 Cg) - Tony Heurtebis (1998 Cm) - Laurent Huard (1998 Cm) - Maël Illien (2011 Gq) - André Jégouzo (1972 Fk) - Gilles Kerhuiel (2000 Oi) - Yann Kermorgant (2013 Ml) - Jean-Yves Kerjean (1988 Us) - Julien Lachuer (2008 Cg) - Yann Lachuer (2008 Cg) | - Pascal Laguillier (1988 Us) - Nicolas Laspalles (1998 Cm, 2000 Oi) - Vincent Le Baron (2011 Gq) - Claude Le Borgne (1972 Fk) - Serge Le Dizet (1998 Cm) - Anthony Le Gall (2010 Cs, Tg) - Stéphane Le Garrec (1988 Us) - René Le Gouguec (1972 Fk) - Paul Le Guen (1998 Cm) - Philippe Le Guern (1988 Us) - Cédric Le Hénaff (2010 Cs, Tg) - Arnaud Le Lan (2011 Gq, 2013 Ml) - Maxime Le Marchand (2013 Ml) - Vincent Le Mat (2011 Gq) - Christophe Le Roux (1998 Cm) - Jean-Marc Le Rouzic (2013 Ml) - Jeremy Le Sourne (2011 Gq) - Jérôme Lebouc (2008 Cg) - Éric Loussouarn (2000 Oi) - Roger Marette (1972 Fk) - Corentin Martins (1988 Us) - Pascal Mellaza (1988 Us) - Claude Michel (1998 Cm) - Aurélien Montaroup (2013 Ml) - Guillaume Moullec (2008 Cg, 2010 Cs, Tg, 2011 Gq, 2013 Ml) - Stéphane Pédron (1998 Cm) - Romain Poletti (2008 Cg, 2010 Cs, Tg, 2011 Gq, 2013 Ml) - Yvon Pouliquen (1988 Us) - Sylvain Prat (2000 Oi) - Erwan Quintin (2008 Cg, 2013 Ml) - Farid Raïs (2011 Gq) - Christophe Revel (2008 Cg) - Vincent Richetin (2008 Cg) - Yohann Rivière (2013 Ml) - Fabien Robert (2008 Cg) - Antony Robic (2010 Cs, Tg) - Gilbert Robin (1972 Fk) - Jacques Rossignol (1972 Fk) - Lionel Rouxel (1998 Cm, 2000 Oi) - Ronan Salaün (1988 Cm) - Frédéric Sammaritano (2013 Ml) - Steve Savidan (2000 Oi) - André Simon (1972 Fk) - Denis Stéphan (1988 Us) - Pierre Talmont (2008 Cg, 2010 Cs, Tg, 2013 Ml) - Romain Thomas (2008 Cg, 2010 Cs, Tg, 2011 Gq, 2013 Ml) - Philippe Tibeuf (1988 Us) - Laurent Viaud (1998 Cm) |

Autres :
Yohann Boulic était gardien réserviste en 2008, Fabien Debec en 2010.
En 2013, Mickaël Landreau et Romain Danzé étaient inscrits sur la feuille de match mais ne sont pas entrés en jeu. Yoann Gourcuff est également présent mais restera sur le banc.
Joueurs absents au dernier moment pour cause de blessure ou maladie, ou retenus par leur club :
- 1972 : Alain Cosnard, Gilbert Le Chenadec, Bernard Blanchet, Rolland Guillas et Raymond Keruzoré, annoncés titulaires la veille du match, sont retenus par leurs clubs. Louis Floch, Georges Eo, Jean-Marc Guillou et Jean-Yves Lecœur sont en stage à l'étranger avec leur club[4]. Patrice Kervarrec et Bernard Goraguer n'ont pu répondre favorablement à leur invitation[5].
- 1988 : Yvon Le Roux
- 1998 : Sylvain Ripoll et Ronan Salaün sont sélectionnés mais ne participent pas (blessure). Patrice Carteron, Patrick Colleter, Xavier Gravelaine, Nicolas Ouedec
- 2000 : Claude Michel
- 2008 : Mathieu Bouyer, Romain Danzé, Fabien Lemoine et Yoann Gourcuff, qui donne toutefois le coup d'envoi de la rencontre[41]. Steve Savidan, Ronan Le Crom, Anthony Le Tallec et Anthony Le Gall sont dans le groupe communiqué 2 jours avant le match, mais ne disputent pas la rencontre[42].
- 2010 : Gaël Danic, Olivier Thomas, Mickaël Le Bihan, Nicolas Haquin, Jérémy Ménez, Étienne Didot[43], Hassan Ahamada, Fabien Robert
- 2011 : Florent Besnard, Mathieu Bouyer. Par ailleurs Nicolas Gillet, Pierre Talmont, Julien Féret et Jérôme Lebouc sont dans le groupe communiqué 3 jours avant le match, mais ne disputent pas la rencontre[44].
- 2013 : Damien Perquis, Vincent Le Goff, Lindsay Rose, Aurélien Gazeau, Johan Ramaré, Damien Le Tallec : annoncés dans une liste publiée 5 jours avant le match, ils ne sont finalement pas présents[45]. Mickaël Le Bihan est présent dans une liste publiée 2 semaines avant la rencontre[46].

Sélectionnés en 2001 lors d'un match annulé contre Cuba :
La sélection de Bretagne est sous les ordres de Serge Le Dizet et de René Le Lamer.
Gilles Kerhuiel fait partie avec ses coéquipiers Marchand, Le Paih et Louiron du cru 2001. Les Rennais Gourvennec, Le Roux, Danic et Bigné sont présents, tout comme les Lavallois Viaud et Rouxel, le Monégasque Gravelaine, le Guingampais Thomas et le Troyen Heurtebis entre autres. La sélection est complétée par d'autres joueurs de D2 comme Connen et Savidan (Ajaccio), Prat (Nice) ou le Lorientais Nedelec.
Sélectionnés en 2016 en vue d'une tournée en Afrique finalement annulée :
- Gardiens : Maxime Dupé, Yann Kerboriou, Damien Perquis
- Défenseurs : Jean Calvé, Alexandre Coeff, Romain Danzé, Vincent Le Goff, Jérôme Mombris, Erwan Quintin, Lindsay Rose, Romain Thomas
- Milieux : Yann Bodiger, Étienne Didot, Yoann Gourcuff, Damien Le Tallec, Jérémy Livolant, Antony Robic, Frédéric Sammaritano
- Attaquants : Gaëtan Courtet, Mickaël Le Bihan, Anthony Le Tallec, Yohann Rivière

## Encadrement technique
- 1972 : Yves Boutet
- 1985 : Michel Le Milinaire

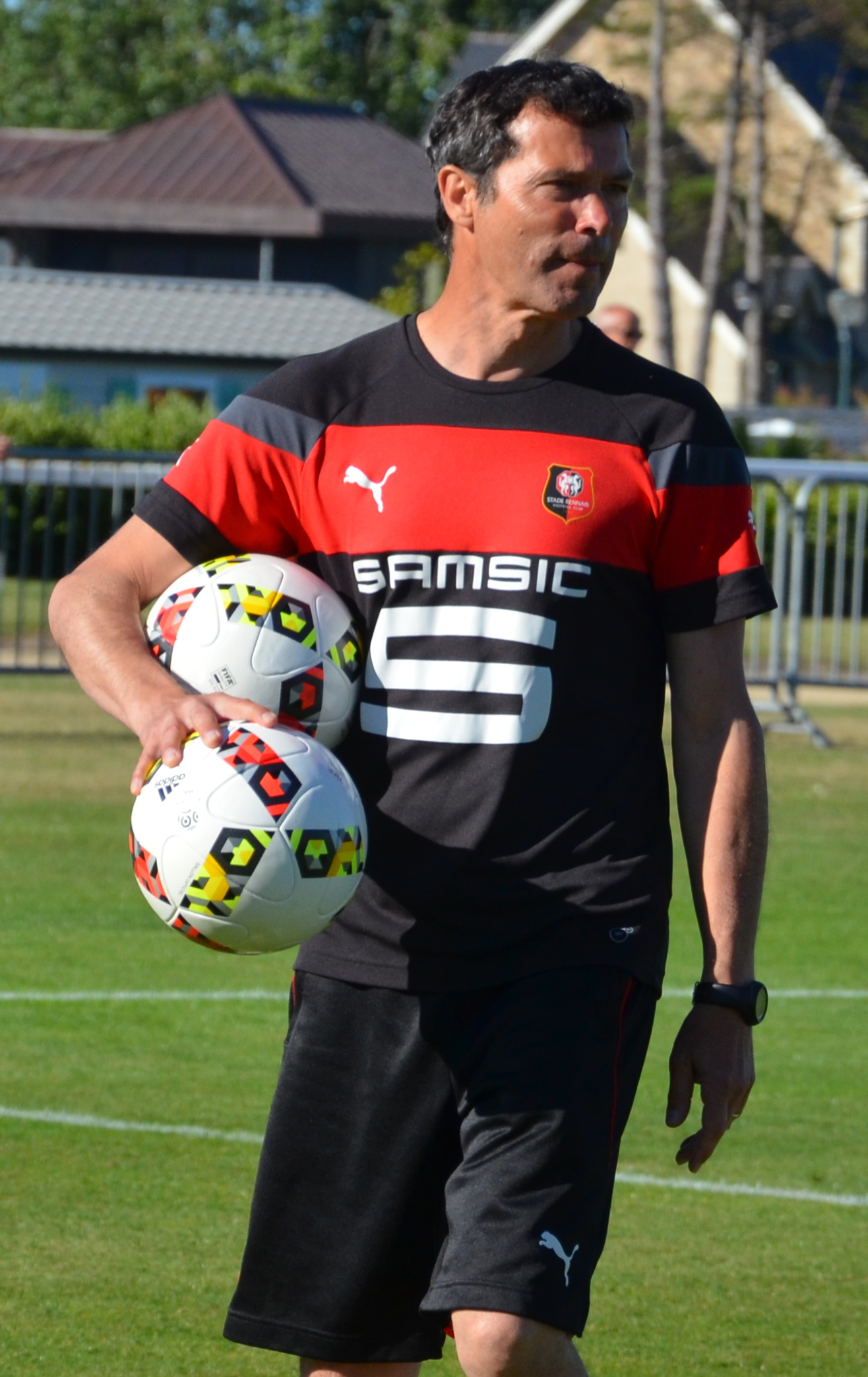
Michel Audrain fait partie de l'encadrement technique pendant une décennie.

- Michel Audrain fait partie de l'encadrement technique pendant une décennie.1988 : Jean-Louis Lamour et Marc Rastoll
- 1998 : Georges Eo et René Le Lamer. Médecin : Pierre Rochcongar
- 2000 : Serge Le Dizet
- 2001 : Serge Le Dizet et René Le Lamer[47]
- 2008 : Serge Le Dizet, assisté de Pierre-Yves David, Stéphane Carnot, Stéphane Guivarc'h et Olivier Moullac (gardiens de but)[48]
- 2010 : Pierre-Yves David, avec comme adjoint Michel Audrain. Dans la liste initiale Serge Le Dizet et Corentin Martins sont annoncés comme adjoints[43]. Ostéopathe : Damien Dinomais
- 2011 : Michel Audrain, assisté de Georges Eo. Kinésithérapeute : Damien Dinomais
- 2013 : Sélectionneur : Claude Le Roy. Entraîneur : Michel Audrain. Pierre-Yves David et Olivier Guégan sont annoncés comme entraîneurs dans la liste initiale. Kinésithérapeute : Damien Dinomais. Ostéopathe : Jean-Charles Ménard
- 2014 : Claude Le Roy et Michel Audrain
- 2016 : Raymond Domenech, assisté de Michel Audrain

## Le Club Bretagne Football (CBF), la section ex-Pros de BFA
Le Club Bretagne Football, ou CBF (la section ex-Pros +33 ans de BFA), emmené par Stéphane Carnot, Serge Le Dizet et Stéphane Ziani mais aussi par Jacques Jousseaume, est né le 21 avril 2007 lors d'une rencontre en salle disputée à Saint-Sébastien-sur-Loire, en Bretagne sud, face à Africa Stars, une sélection d'ex-pros africains (Ben Salah, Kana-Biyik, Mabouang Kessack...).
Le match s'est joué en trois tiers-temps de 20 minutes chacun, les bretons ont dominés techniquement les deux premières parties du match avec un score de 6-4 à la fin du deuxième tiers-temps, mais les africains ont eu raison des bretons sur le plan physique et sont remontés au score de 8-8 à la fin du dernier tiers-temps. Les prolongations ont permis aux africains de s’imposer sur un score final de 9-8 malgré les encouragements du public pour l’équipe bretonne.
Un nouveau match est disputé le 20 mai 2008, en ouverture de la rencontre entre l'équipe de Bretagne professionnelle et le Congo-Brazzaville, au Stade Fred-Aubert de Saint-Brieuc. Dans la formation du CBF dirigée par Stéphane Carnot figurent les joueurs suivants : Moullac, Baret, Cadran, Blahic, Houzé, Laspalles, Sorin, S. Carnot, C. Le Roux, J-M. Carnot, Coridon, Rio, Prat, Rouxel. L'équipe des ex-pros de BFA s'incline en fin de match face à une sélection des Côtes-d’Armor sur un but de Franck Loas, l’entraîneur joueur de Paimpol (3-2). Jéremy Toutain avait ouvert la marque avant que Charles-Edouard Coridon n’égalise pour les ex-pros. Jean-Marc Carnot avait même donné l’avantage à ceux-ci mais le Dinannais Jean-Charles Desriac a égalisé. La sélection des Côtes-d’Armor reposait notamment sur Ropers (Lamballe), Guillaume (Langueux), Toutain et Bernard (Stade briochin), Loas (Paimpol).
Le samedi 6 décembre 2008 à Saint-Sébastien-sur-Loire, le Club Bretagne Football (CBF) doit rencontrer les vétérans du GS de Saint-Sébastien-sur-Loire, mais ce n'est finalement pas CBF qui se déplace à St-Sébastien, pour des questions de logistique. La sélection bretonne des +35 ans est remplacée par une sélection d'ex-professionnels.
Un match est annoncé pour le Club Bretagne Football le 29 mai 2011 face aux ex-pros du FC Lorient.
Le 20 avril 2013, le CBF est opposé aux ex-Canaris, au Stade de la Baujoire à Nantes. La sélection bretonne annoncée le 15 avril est la suivante : 
- Gardiens : Rémy Le Boulch, Ronan Nedelec, Bertrand Pellerin.
- Défenseurs : Mickaël Buzaré, Gilles Kerhuiel, Nicolas Laspalles, Didier Le Tallec, Stéphane Mahé.
- Milieux de terrain : David Bouard, Laurent Bourmaud, Denis Bouyer, Pierrick Le Bert, Michel Rio, Laurent Viaud.
- Attaquants : Michel Audrain, Jean-Marc Jeffroy, Lionel Rouxel, Vincent Thollé, Cyril Watier.

Non annoncé dans la liste initiale, Yann Lachuer est pourtant sur la pelouse. Sont présents côté nantais Marcel Desailly et Japhet N'Doram, qui restent sur le banc ou encore Christian Karembeu, qui dispute la rencontre. Le match est suivi par une belle affluence, en dépit de l'horaire. Les Nantais, menés 3-0, l'emportent 6-3, grâce notamment à des buts de Piocelle et Devineau.